# Ernst Flessa
Ernst Flessa (* 29. September 1903 in Passau; † 16. Juni 1976 ebenda) war ein deutscher Studienprofessor und Lyriker.
Er war der Sohn des Oberinspektors Hermann Flessa und im höheren Lehrberuf in Paderborn, Dresden und München und von 1938 bis 1966 an der Oberrealschule in Passau tätig. Er veröffentlichte Erzählungen und lyrische Gedichte in Zeitschriften und Zeitungen und schrieb Romane und Novellen, so zum Beispiel 1937 den Heimatroman „Neurode“. 
Im Jahr 1938 verfasste er das Hörspiel „Weht ein silberner Schein übers schneehelle Land“ und 1943 „Das Streichquartett“, für das er eine Literaturauszeichnung erhielt.